# فرنسيسكو لوبيز (كاتب)
فرنسيسكو لوبيز (بالإسبانية: Francisco Acebal)‏ (و. 1866 – 1933 م) هو كاتب، وكاتب مسرحي، وصحفي إسباني، ولد في خيخون، توفي في مدريد، عن عمر يناهز 67 عاماً.

## تعليمه
بدأ دراسته في معهد Jovellanos في مسقط رأسه واستمر مع Escolapios Madrid كما تخرج من كلية القانون من جامعة سنترال